# 23 Librae b
23 Librae b, aussi nommée HD 134987 b, est une exoplanète de type géante gazeuse orbitant autour de l'étoile 23 Librae. Elle est située à environ 168 années-lumière de la Terre et a été découverte en 1999. Elle orbite autour de son étoile hôte à une distance moyenne de 0,81 unité astronomique et a une masse minimale de 1,59 fois celle de Jupiter.